# Alfred Kühne (Schauspieler)
Alfred Kühne (eigentlich Alfred Kuhe; * 12. August 1872 in Oberdöbling, heute zu Wien gehörig; † 5. Februar 1942 in Prag) war ein österreichisch-tschechoslowakischer Schauspieler und Hörspielsprecher.

## Leben und Wirken

### Die frühen Jahre
Der Sohn des jüdischen Ehepaars Philipp Kuhe und Rosalie, geb. Kolischer, begann seine Bühnenlaufbahn im Alter von zwanzig Jahren im niederösterreichischen St. Pölten. Es folgten Wanderjahre durch die Österreich-ungarische Provinz, und Alfred Kuhe, der sich den Künstlernamen Kühne zulegte, trat zunächst mit jeweils einer Spielzeit an Spielstätten in Czernowitz, Pilsen, Kronstadt, Meran und Hermannstadt auf, ehe er 1899 nach Wien ging, um einer Verpflichtung an das von Franz von Jauner geleitete Carl-Theater nachzukommen. Ebenfalls in Wien heiratete er im Jahr darauf seine Berufskollegin Antonia „Poldi“ Strobl. Anschließend ging er in die k.u.k.-Provinz, nach Laibach, zurück, ehe er sich im Jahre 1901 in Berlin niederließ.
Kühnes deutsche Karriere startete mit einer Verpflichtung als Schauspieler und Sänger an Hans Oberländers Kleinkunstbühne Schall und Rauch Unter den Linden. Hier blieb er auch kurze Zeit, als Max Reinhardt die künstlerische Gesamtleitung übernahm. Nach einem Intermezzo an Herman Hallers Vaudeville-Ensemble folgte Kühne 1905 einem Ruf an das von Louise Dumont geleitete Schauspielhaus Düsseldorf, wo er zwei Spielzeiten blieb. Wieder zurück in Berlin, schloss sich Kühne 1907 dem von Alfred Halm geleiteten Neuen Schauspielhaus an. Anschließend wirkte er bis Kriegsausbruch 1914 singend und schauspielernd in den Ensembles des Neuen Operetten-Theaters und des Berliner Theaters. Letztgenannten Bühnen blieb der Künstler auch die gesamten Kriegsjahre sowie die frühe Nachkriegszeit verbunden.

### Beim Film
In jenen Jahren, am Vorabend des Ersten Weltkriegs, trat Alfred Kühne auch erstmals vor die Kamera. Er war 1913/14 Partner Asta Nielsens in der berühmten Groteskkomödie Engelein sowie in Vordertreppe – Hintertreppe und auch jener Ernst Lubitschs in den übermütigen Lustspielen Der Stolz der Firma und Die Firma heiratet. Es folgten bis in die frühen 1920er Jahre hinein weitere Filmrollen, die den hochgewachsenen Künstler mit dem markanten Gesicht mit kleinen Rollen an die Seite beliebter Filmdarsteller jener Zeit wie Anna Müller-Lincke, Erich Kaiser-Titz, Mady Christians, Conrad Veidt und Erna Morena führten. Nach 1921 konzentrierte sich Alfred Kühne erneut ganz auf seine Theaterarbeit und kehrte nur noch einmal, für eine Nebenrolle in dem Sensationsfilm Bezwinger der 1000 Gefahren (1927), auf die Leinwand zurück. Regie führte hier Harry Piel, mit dem er sechs Jahre zuvor bereits den Zweiteiler Der Fürst der Berge gemeinsam gedreht hatte.

### Rückkehr zum Theater und Emigration
In der Weimarer Republik ging Alfred Kühne wieder verstärkt auf Gastspielreisen. Tourneen führten ihn durch ganz Deutschland, er nahm aber auch immer mal wieder Festengagements an wie etwa an die Operette des Berliner Central-Theaters und das Theater am Nollendorfplatz, sein letztes reichsdeutsches Festengagement in der Spielzeit 1931/32. Seine jüdische Herkunft führte ab 1933 schlagartig zur Ausgrenzung in Hitler-Deutschland, und Alfred Kühne begab sich in seine qua Pass eigentliche Heimat, die Tschechoslowakei, wo er von August 1933 bis in den Sommer 1938, nur unterbrochen von einem Intermezzo 1934/35 in Brüx, ausschließlich am Neuen Stadttheater Teplitz-Schönau wirkte. Dort sah man ihn in so unterschiedlichen Stücken wie Molières Der eingebildete Kranke und Roda-Rodas Der Feldherrnhügel. Das Rollenfach des mittlerweile über Sechzigjährigen war nach all den Jahren am Theater das der „Pères nobles“ geworden. Entsprechende Parts waren der Narr in William Shakespeares Was ihr wollt, der Sir John Pontefract in Oscar Wildes Eine Frau ohne Bedeutung, der Dörfling in Heinrich von Kleists Der Prinz von Homburg, der Zenturione in Friedrich Schillers Fiesco, der Wiegeland in Henrik Ibsens Stützen der Gesellschaft, der Herzog von Alba in Schillers Don Karlos und der Onkel William in George Bernard Shaws Der Teufelsschüler. Auch in der Emigration setzte man Kühne immer wieder gern als Sänger ein, beispielsweise in der Spielzeit 1936/37 in Der Zarewitsch und Auf der grünen Wiese sowie als Graf Bitowski in Wiener Blut.
Einhergehend mit der Annexion des Sudetenlandes 1938 wurde Alfred Kühne aus der Reichstheaterkammer ausgeschlossen, woraufhin er nach Prag übersiedelte. Nach Jahren zunehmender Bedrängnis, als die nationalsozialistischen Deportationswellen bereits das Protektorat Böhmen und Mähren erfasst hatten, starb Kühne am 5. Februar 1942 in seinem Prager Exil und wurde auf dem Neuen Jüdischen Friedhof beigesetzt.

## Filmografie
- 1913: Engelein
- 1913: Die Firma heiratet
- 1914: Der Stolz der Firma
- 1914: Vordertreppe – Hintertreppe
- 1915: Frau Annas Pilgerfahrt
- 1916: Titanenkampf
- 1916: Peter Lump
- 1916: Das Versuchskaninchen
- 1916: Der oder der?
- 1917: Die schwarze Kugel
- 1917: Du sollst keine anderen Götter haben
- 1918: Die Ehe der Lea Psantir
- 1919: Fidelio
- 1919: Der Mädchenhirt
- 1919: Piccolo-Liebchen
- 1920: Manolescus Memoiren
- 1920: Das Götzenbild der Wahrheit
- 1921: Der Fürst der Berge, zwei Teile
- 1927: Bezwinger der 1000 Gefahren

## Hörspiele (Auswahl)
- 1926: Kurt Kraatz, Georg Okonkowski: Polnische Wirtschaft. Posse mit Gesang in drei Akten (Stempansky, auf Rittergut „Groß-Karschau“) – Regie: Alfred Braun (Sendespiel (Hörspielbearbeitung) – Funk-Stunde Berlin, Sendespielbühne – Abteilung: Schauspiel)
- 1926: Ludwig Anzengruber: Heimg’funden. Weihnachtskomödie in drei Akten – Regie: Alfred Braun (Sendespiel (Hörspielbearbeitung) – Funk-Stunde Berlin, Sendespielbühne – Abteilung: Schauspiel)
- 1927: Ferdinand Raimund: Der Verschwender. – Regie: Alfred Braun (Sendespiel (Hörspielbearbeitung) – Funk-Stunde Berlin, Sendespielbühne – Abteilung: Schauspiel)